# Джёнтюрк, Хюсейин
Хюсейин Джёнтюрк ((тур. Hüseyin Cöntürk), 1918 — 22 июня 2003) — турецкий литературный критик, важнейший национальный представитель «объективной» литературной критики, опирающейся не на субъективное мнение автора, а на определённые методологические основания.

## Биография
Получил начальное и среднее образование в Измире. В 1941 году окончил строительный факультет Стамбульского технического университета. Работал в различных государственных учреждениях инженером-строителем и менеджером.
В своей первой книге «До критики» (тур. Eleştirmeden Önce; 1958) сосредоточился на теории «критики».
Во второй книге «Поэт своего века» (тур. Çağının Şairi; 1960) он затронул теорию поэзии. Отошёл от литературы после 1960-х годов.